# Charles Bunbury
Pour les articles homonymes, voir Bunbury.
Cet article possède un paronyme, voir Thomas Bunbury.
Thomas Charles Bunbury, 6e baronnet (mai 1740 – 31 mars 1821) est un homme politique britannique qui siège à la Chambre des communes entre 1761 et 1812. Il est le premier mari de Sarah Lennox.

## Biographie
Il est l'aîné des fils du révérend William Bunbury, 5e baronnet, vicaire de Mildenhall, Suffolk, et de son épouse Aliénor, fille de Vere Graham. Le caricaturiste Henry William Bunbury est son frère cadet. Il fait ses études à St Catherine's College, Cambridge. Il est élu au Parlement en tant que l'un des deux représentants de Suffolk, en 1761, un siège qu'il occupe jusqu'en 1784, et de nouveau de 1790 à 1812. Il est également shérif de Suffolk en 1788.
Il épouse Sarah Lennox, fille de Charles Lennox (2e duc de Richmond) (un petit-fils de Charles II), et l'une des célèbres sœurs Lennox, en 1762. Leur fameux couple n'a pas d'enfants (bien que Sarah ait donné naissance à une fille de son amant William Gordon en 1769), est dissous par une loi du Parlement en 1776 (pour l'adultère de Sarah). Il épouse ensuite une femme du nom de Margaret peu de temps après 1776. Il n'a pas d'enfants de ce mariage. Il est décédé en mars 1821, âgée de 80 ans, et est remplacé par son neveu, Henry. Marguerite est décédé en février 1822.
Il est une figure importante dans le domaine des courses de chevaux. Son influence est décrite comme "cruciale". Il est commissaire du Jockey Club et plusieurs de ses chevaux ont gagné le Derby d'Epsom comme Diomed, Eleanor et Smolensko. Ses couleurs de course ont été rose et blanc à rayures
.